# Drainage
Le terme « drainage » n’apparaît pas avant le XIXe siècle en français. « Drainage », de même que « drainer », « drain », « draineur », sont empruntés à l'anglais au milieu XIXe siècle (anglicismes). Le terme en français a d'abord eu une connotation agricole, d'assainissement des terres pour l'agriculture.

## Étymologie
Le mot provient du vieil anglais « dreahnian », « to drain, strain out » « égoutter », du proto-germanique *dreug-, à l'origine des mots « drought », sécheresse, ou « dry », sec, donnant au mot anglais « drainage » d'origine, le sens de « make dry », « sécher ». Le sens figuré de « exhaust » « dépléter, épuiser », est attesté à partir de 1650.
L'anglais moderne donne au mot drainage deux significations principales :
- le système d'eau ou d'eaux usées s'écoulant quelque part dans le sol ou dans des tuyaux d'évacuation ;
- la capacité du sol à permettre à l'eau de s'écouler.

## En agriculture, le terme passe en français
Par le Land Drainage Act de 1847, le Royaume-Uni s'engage dans des travaux de drainage des terres de grande envergure, suivi aussitôt par la France. À l’occasion, un métier apparaît, celui de « draineur ». Les mots « drainer », « drain », « draineur » et « drainage » passent en force dans la langue française, dans une traduction de l'ouvrage de Henry Stephens, « A manual on practical draining » (dans lequel les vues de drainage complet, d'abord popularisées par James Smith de Deanston, sont longuement expliquées, et d'autres systèmes, y compris celui d'Elkington, sont discutés), par un certain Auguste Faure (1807 – 1863). Dans son post-scriptum de 1850, il indique : 

« Qu'il me soit permis puisqu'il en est temps encore de demander droit de passage pour les mots drainer, drain, draineur, drainage. J'ai cru devoir les emprunter à la langue anglaise parce que sans équivalents dans notre idiome, il eût fallu leur substituer trop souvent une périphrase plus ou moins longue mais certainement moins expressive et moins nette. »

Une première mention du terme dans le dictionnaire de la langue française (Littré) (Tome 2. 1873) donne cette définition pour drainage: L'« Art d'assainir les terres trop humides au moyen de rigoles souterraines que l'on garnit intérieurement de pierres ou de fascines, de briques ou de tuiles ; on remplace le plus souvent ces rigoles par des tuyaux en terre cuite, dits drains » . Le « drain » nous dit le même dictionnaire est un « tuyau de terre cuite servant à recevoir l'eau dans l'opération du drainage ; les tuyaux, de 30 centimètres de longueur environ, sont placés bout à bout ; et les interstices des jointures suffisent pour laisser filtrer l'eau. »

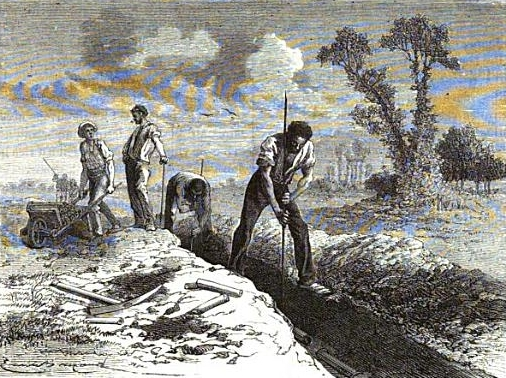
Drainage. Les merveilles de la sciences. 1869

Quels sont les avantages du drainage nous dit Louis Figuier:
1. Le drainage abaisse le niveau des eaux stagnantes à une profondeur suffisante pour qu'elles ne puissent plus nuire au développement des racines des récoltes.
2. Il facilite le passage à travers la couche arable et active des eaux pluviales et des éléments de fertilité que ces eaux peuvent apporter sur le sol qui les reçoit.
3. Il facilite à l'air le moyen de pénétrer dans le sol jusqu'à la portée des racines et jusqu'au contact des engrais dont il active la décomposition au profit des récoltes.
4. Il contribue à l'ameublissement des terres fortes.
5. Il augmente la chaleur du sol en diminuant l'évaporation superficielle de l'eau et par suite en atténuant le refroidissement que cette évaporation produit toujours.
6. Il augmente la fertilité du sol par suite d une introduction plus facile d'un transport plus régulier d'une transformation plus avantageuse des gaz et des substances propres à contribuer au développement des plantes cultivées.

Les expressions « desséchement des marais » ou de « dessiccation des sols » se rencontraient avant cette date dans certains traités. Un terrain drainé ou sec était un terrain « ressuyé ». Le métier s'appelait dessicateur ou dessécheur.

## En plomberie

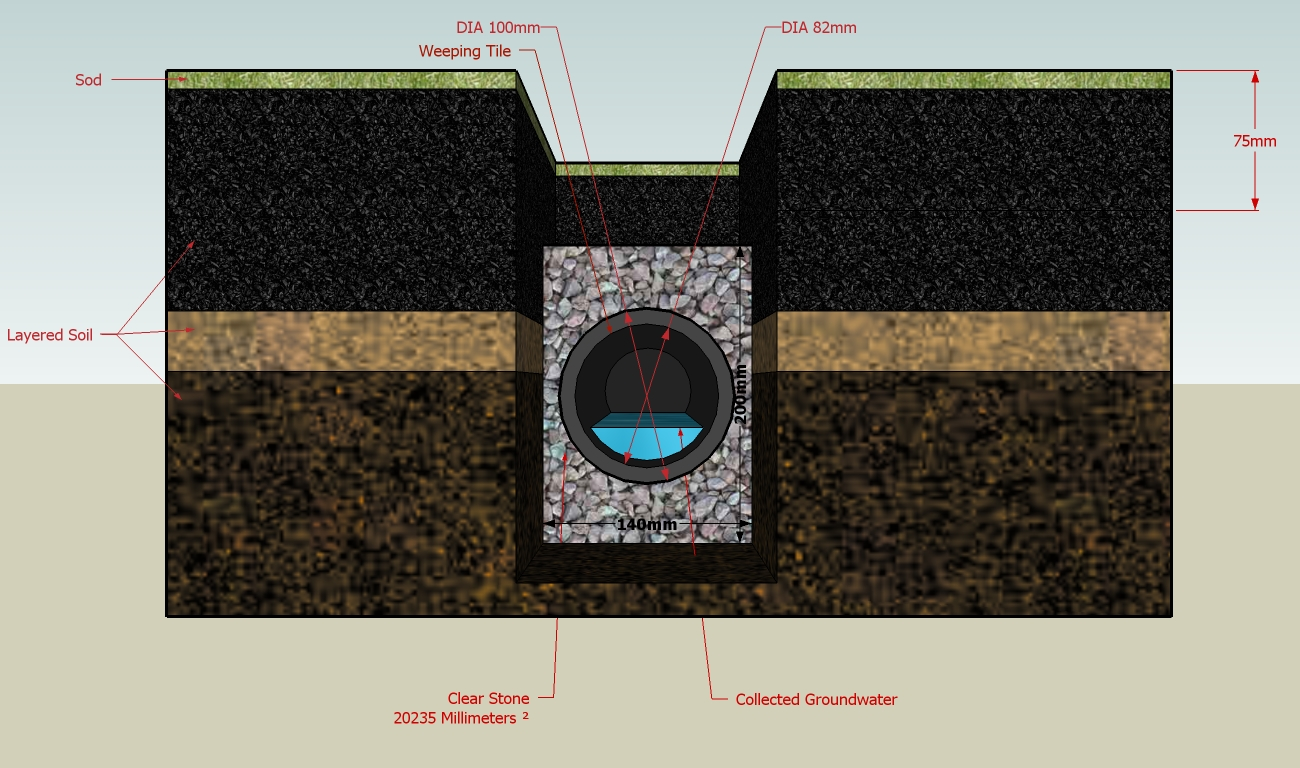
Schéma d'un drain français en coupe transversale avec un tuyau perforé entouré de pierres, installé sous le gazon pour drainer l'eau du sol.

En anglais, « plumbing » désigne ce qui amène l'eau dans la maison ; « drainage » désigne ce qui l’évacue. Un drain en plomberie « (drain (en)) » désigne ce que nous appelons « orifice d'écoulement », d'un lavabo par exemple. Ce que nous appelons « descente d'eau pluviale » peut s'appeler « drain spout », « roof drain pipe »; « avaloir », « Floor drain », « Storm drain », « surface water drain », « stormwater drain » . Le drain d'assainissement est appelé principalement « french drain » mais on l’appelle aussi « trench drain », « filter drain », « blind drain », « rubble drain », « rock drain », « drain tile », « perimeter drain », « land drain ».
L’expression américaine « french drain » provient de son inventeur Henry Flagg French (en) de Concord, qui publia « Farm Drainage » en 1859. L'invention, quoique d'usage répandu dans le monde, n'informe donc pas sur une hypothétique invention européenne. L'expression « drain français » est passée traduite dans le français québécois de même que drain, pour désigner l'orifice d'écoulement du lavabo.

## Occurrences du mot drainage en français
En construction :

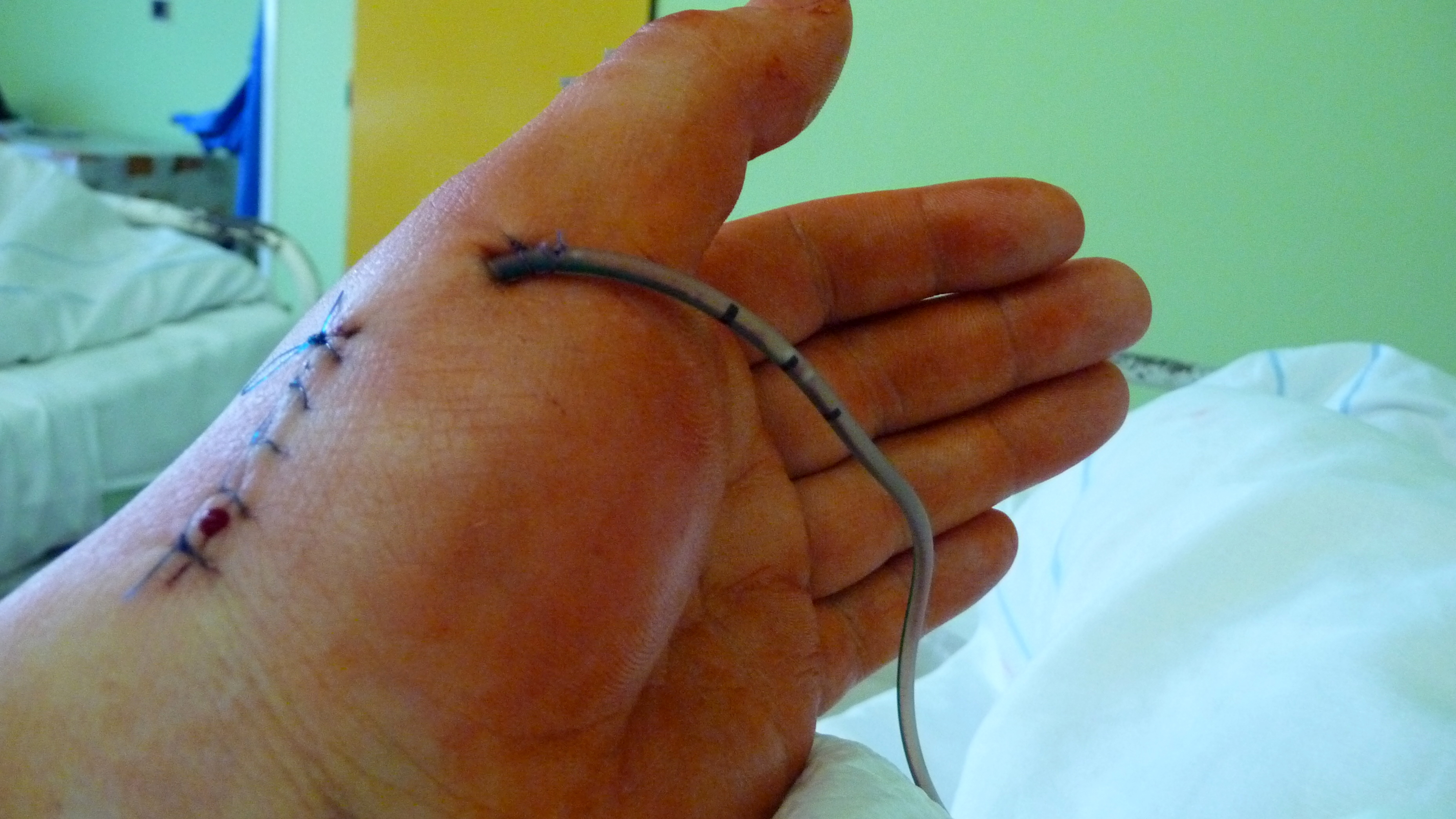
Drainage chirurgical

- le drainage, dans le domaine de la construction vise à favoriser artificiellement l'évacuation de l'eau sous les bâtiments ;
- le drain de dispersion est un système d'égouttage ;
- drain : canalisation placée en pied de fondation et sous la dalle, chargée d'évacuer l'eau excédentaire qui pourrait mettre en péril la construction.

Dans le domaine environnemental et en agriculture :
- le drainage, dans le domaine agricole vise à favoriser artificiellement l'évacuation de l'eau dans la nature ;
- le drainage, dans le domaine environnemental est l'écoulement naturel de l'eau dans le sol ;
- draineuse-trancheuse, une machine agricole qui sert à poser un drain dans les sols souvent humides pour les assainir. ;
- drainage minier acide.

En géomorphologie :
- drainage, dans le domaine de la  géomorphologie ; réseau formé par les ruisseaux, les rivières et les lacs d'un bassin hydrographique ou d'un bassin versant. Le bassin versant est l'espace drainé par un cours d'eau et ses affluents, on l’appelle comme en anglais bassin de drainage.

Par extension, en médecine : 
- drainage, dans le domaine médical ou drainage dans le domaine de la chirurgie, vise à mobiliser, soit vers l’extérieur de l’organisme, soit vers une structure de collection à l’intérieur de l'organisme, de substances liquidiennes ou de masses gazeuses qu’elles soient physiologiques ou pathologiques.